# Jupiter Inlet Colony
Jupiter Inlet Colony est une ville du comté de Palm Beach, en Floride, aux États-Unis.

## Démographie
| 1960 | 1970 | 1980 | 1990 | 2000 | 2010 |
| ---- | ---- | ---- | ---- | ---- | ---- |
| 242  | 396  | 378  | 405  | 368  | 400  |

La population était de 400 habitants au recensement de 2010.